# NGC 2565
NGC 2565 este o galaxie spirală situată în constelația Racul. A fost descoperită în 1886 de către . Se află la o distanță de 55,72 de megaparseci de Pământ.